# Llista de capítols de Shin Chan
Shin-chan és una sèrie de manga japonesa escrita i il·lustrada per Yoshito Usui. Va aparèixer per primera vegada l'any 1990 al setmanari japonès Weekly Manga Action, publicat per Futabasha. Va començar sent un spin-off del personatge Shinnosuke Nikaido (二階堂信之介) d'una altra sèrie de Yoshito Usui, Darakuya Store Monogatari (だらくやストア物語). Els capítols es van recopilar en 50 volums tankōbon, que es van publicar sota l'empremta Action Comics de Futabasha, des de l'11 d'abril de 1992 fins al 10 de juliol de 2010.
Yoshito Usui va morir l'11 de setembre de 2009, a causa d'una caiguda al mont Arafune. Després de la mort d'Usui, Futabasha originalment va pensava donar final a Shin Chan el novembre de 2009. En descobrir nous manuscrits, Futabasha va decidir allargar la tirada del còmic fins al número de març de 2010 de la revista, que es va enviar el 5 de febrer de 2010. Tot i que la sèrie va acabar formalment el 5 de febrer de 2010, es va anunciar l'1 de desembre de 2009 que un nou manga començaria l'estiu de 2010 fet pels membres de l'equip d'Usui, titulat Shin Crayon Shin-chan (新クレヨンしんちゃん).
Després del boom per l'emissió de la sèrie a la televisió a Catalunya, el desembre de 2001 Planeta deAgostini va començar a publicar el manga en català en format àlbum A4 i sentit de lectura occidental. Aquesta edició es va publicar fins al 2004, moment en què va ser cancel·lada, als 70 volums (l'edició cobria dels volums 2 a 36 de la versió japonesa). El 4 de maig de 2024, però, ECC Ediciones va anunciar al 42 Comic Barcelona que publicarien aviat una nova versió del manga en 12 volums. Finalment es va començar a publicar el 4 de desembre de 2024.

## Edicions japoneses

### Publicació original
| Núm. | Data de publicació     | ISBN              |
| ---- | ---------------------- | ----------------- |
| 1    | 11 d'abril de 1992     | 4-575-93292-2     |
| 2    | 12 de juny de 1992     | 4-575-93298-1     |
| 3    | 8 d'agost de 1992      | 4-575-93304-X     |
| 4    | 12 de novembre de 1992 | 4-575-93316-3     |
| 5    | 12 de març de 1993     | 4-575-93324-4     |
| 6    | 27 de juliol de 1993   | 4-575-93340-6     |
| 7    | 9 de desembre de 1993  | 4-575-93347-3     |
| 8    | 28 de març de 1994     | 4-575-93358-9     |
| 9    | 26 de juliol de 1994   | 4-575-93368-6     |
| 10   | 9 de desembre de 1994  | 4-575-93377-5     |
| 11   | 14 d'abril de 1995     | 4-575-93391-0     |
| 12   | 18 de juliol de 1995   | 4-575-93404-6     |
| 13   | 26 d'octubre de 1995   | 4-575-93419-4     |
| 14   | 22 de març de 1996     | 4-575-93439-9     |
| 15   | 18 de juliol de 1996   | 4-575-93457-7     |
| 16   | 6 de desembre de 1996  | 4-575-93478-X     |
| 17   | 15 d'abril de 1997     | 4-575-93496-8     |
| 18   | 16 de juliol de 1997   | 4-575-93511-5     |
| 19   | 12 de desembre de 1997 | 4-575-93542-5     |
| 20   | 17 d'abril de 1998     | 4-575-93560-3     |
| 21   | 22 de juliol de 1998   | 4-575-93576-X     |
| 22   | 8 de desembre de 1998  | 4-575-93597-2     |
| 23   | 8 d'abril de 1999      | 4-575-93611-1     |
| 24   | 27 de juliol de 1999   | 4-575-93634-0     |
| 25   | 8 de desembre de 1999  | 4-575-93661-8     |
| 26   | 13 d'abril del 2000    | 4-575-93682-0     |
| 27   | 25 de juliol del 2000  | 4-575-93703-7     |
| 28   | 8 de desembre del 2000 | 4-575-93721-5     |
| 29   | 18 d'abril de 2001     | 4-575-93734-7     |
| 30   | 12 de juliol de 2001   | 4-575-93746-0     |
| 31   | 14 de desembre de 2001 | 4-575-93765-7     |
| 32   | 10 d'abril de 2002     | 4-575-93774-6     |
| 33   | 18 de juliol de 2002   | 4-575-93792-4     |
| 34   | 12 de desembre de 2002 | 4-575-93810-6     |
| 35   | 17 d'abril de 2003     | 4-575-93824-6     |
| 36   | 19 de juliol de 2003   | 4-575-93841-6     |
| 37   | 12 de desembre de 2003 | 4-575-93868-8     |
| 38   | 15 d'abril de 2004     | 4-575-93888-2     |
| 39   | 24 de juliol de 2004   | 4-575-93898-X     |
| 40   | 18 de desembre de 2004 | 4-575-93920-X     |
| 41   | 15 d'abril de 2005     | 4-575-93945-5     |
| 42   | 23 de juliol de 2005   | 4-575-93959-5     |
| 43   | 16 de desembre de 2005 | 4-575-93985-4     |
| 44   | 14 de juliol de 2006   | 4-575-94020-8     |
| 45   | 8 desembre de 2006     | 4-575-94053-4     |
| 46   | 13 de juliol de 2007   | 978-4-575-94110-4 |
| 47   | 14 de desembre de 2007 | 978-4-575-94142-5 |
| 48   | 25 de juliol de 2008   | 978-4-575-94182-1 |
| 49   | 17 de juliol de 2009   | 978-4-575-94234-7 |
| 50   | 16 de juliol de 2010   | 978-4-575-94289-7 |

### Shin Crayon Shin-chan
| Núm. | Data de publicació    | ISBN              |
| ---- | --------------------- | ----------------- |
| 1    | 13 de juliol de 2012  | 978-4-575-94354-2 |
| 2    | 12 de juliol de 2013  | 978-4-575-94385-6 |
| 3    | 10 de juliol de 2014  | 978-4-575-94415-0 |
| 4    | 8 de juliol de 2015   | 978-4-575-94454-9 |
| 5    | 3 de desembre de 2015 | 978-4-575-94463-1 |
| 6    | 23 de juliol de 2016  | 978-4-575-94480-8 |
| 7    | 25 de juliol de 2017  | 978-4-575-94504-1 |
| 8    | 26 de juliol de 2018  | 978-4-575-94531-7 |
| 9    | 24 de juliol de 2019  | 978-4-575-94549-2 |
| 10   | 20 d'agost de 2020    | 978-4-575-94573-7 |
| 11   | 11 d'agost de 2021    | 978-4-575-94592-8 |
| 12   | 10 d'agost de 2022    | 978-4-575-94608-6 |
| 13   | 4 d'agost de 2023     | 978-4-575-94621-5 |
| 14   | 9 d'agost de 2024     | 978-4-575-94626-0 |

## Edicions catalanes

### Edició de Planeta (manga original)
Aquesta edició del manga es va fer en format de llibres d'historietes de 64 pàgines en blanc i negre més cobertes de color, enquadernats en rústica. Va ser una col·lecció de 70 números ordinaris més un extraordinari fora de numeració. Aquesta edició no té ISBN per a cada número publicat, sinó que només en té un de general per a tota l'obra. Va ser cancel·lada, als 70 volums (l'edició cobria dels volums 2 a 36 de la versió japonesa).
| Núm. | Data de publicació | ISBN       |
| --- | ------------------ | ---------- |
| 1-70 | 2001-2004          | 8439594267 |
| Shin Chan és un nen petit, de només cinc anys, aparentment igual que molts altres, però amb una ment especial. Un nen capaç d'anar pel carrer ensenyant el cul, pintar-se elefants al cos (què farà servir de trompa?) i que ha convertit el fet de posar en ridícul els seus pares en tot un art. L'autor de tot això és el japonès Yoshito Usui, que va veure com un dels seus primers mangues passava de tira còmica a manga setmanal, després a pel·lícula de dibuixos animats/anime superpopular i que encara avui dia continua sent un dels grans èxits de vendes al Japó: pel·lícules, tota mena d'articles que hi tenen relació, milions d'exemplars del manga venudes... I tot per la mescla de situacions quotidianes amb coses totalment absurdes i amb el geni destructor d'un nen de cinc anys amb molta mala bava i una imaginació desbordant. |                    |            |

### Edició d'ECC (manga original)
| Núm. | Data de publicació    | ISBN              |
| --- | --------------------- | ----------------- |
| 1 | 4 de desembre de 2024 | 978-84-10429-99-4 |
| El fill únic més belluguet de la història del Japó arriba en aquesta edició integral que permet als lectors tenir per fi a les prestatgeries la col·lecció completa d’aquest esperat clàssic. En Shinnosuke Nohara, conegut per tots com Shin Chan, juntament amb els seus pares Misae i Hiroshi, ens farà riure amb les seves ocurrències en aquests dotze volums que recopilen totes les historietes de l’obra original Crayon Shin Chan de Yoshito Usui. |                       |                   |